# Nemophora istrianellus
Nemophora istrianellus is een vlinder uit de familie van de langsprietmotten (Adelidae). De wetenschappelijke naam van de soort is voor het eerst geldig gepubliceerd door Heydenreich in 1851.
De soort komt voor in Europa.